# Luxemburg op het Eurovisiesongfestival 2025
Luxemburg neemt in 2025 deel aan het Eurovisiesongfestival, met het lied La poupée monte le son. Het is de 39ste deelname van het land aan het Eurovisiesongfestival. 

## Selectieprocedure
Op 25 januari vond de finale van Luxembourg Song Contest 2025 opnieuw plaats in de Rockhal van Esch-sur-Alzette. Zeven deelnemers maakten kans op het Luxemburgse ticket voor het Eurovisiesongfestival. Zowel het publiek als een jury mochten beslissen wie dat ticket zou krijgen. De Luxemburgse inzending van vorig jaar, Tali Golergant, trad op als intervalact met haar nieuwe single Dear Parents. In tegenstelling tot vorig jaar was er geen superfinale met de drie top kandidaten. Laura Thorn haalde het met een grote voorsprong vóór de tweede. 
| # | Artist            | Lied                     | Jury | Televoting | Totaal | Plaats |
| - | ----------------- | ------------------------ | ---- | ---------- | ------ | ------ |
| 1 | Rafa Ela          | "No Thank You"           | 36   | 17         | 53     | 7      |
| 2 | Rhythmic Soulwave | "Stronger"               | 52   | 29         | 81     | 4      |
| 3 | Luzac             | "Je danse"               | 62   | 31         | 93     | 3      |
| 4 | One Last Time     | "Gambler's Song"         | 40   | 39         | 79     | 5      |
| 5 | Mäna              | "Human Eyes"             | 36   | 20         | 56     | 6      |
| 6 | Laura Thorn       | "La poupée monte le son" | 94   | 90         | 184    | 1      |
| 7 | Zero Point Five   | "Ride"                   | 16   | 110        | 126    | 2      |

## In Bazel
Luxemburg trad als dertiende aan in de tweede halve finale op 15 mei 2025. Thorn wist het publiek voldoende te overtuigen om de finale van het liedjesfestijn te behalen. In de finale trad de zangeres op als tweede act na Noorwegen en voor Estland. Het land eindigde op de 22ste plaats met 47 punten, waarvan 24 punten van het publiek en 23 punten van de vakjury. 

### Punten gegeven door Luxemburg[3]
| Score     | 2e halve finale |                     | Finale      | Finale |
| Score     | Televoting      | Vakjury             | Televoting  |        |
| 12 punten | Israël          | Frankrijk           | Israël      |        |
| 10 punten | Griekenland     | Oostenrijk          | Griekenland |        |
| 8 punten  | Litouwen        | Zwitserland         | Portugal    |        |
| 7 punten  | Letland         | Nederland           | Albanië     |        |
| 6 punten  | Finland         | Verenigd Koninkrijk | Frankrijk   |        |
| 5 punten  | Tsjechië        | Zweden              | Estland     |        |
| 4 punten  | Oostenrijk      | Duitsland           | Litouwen    |        |
| 3 punten  | Malta           | Estland             | Polen       |        |
| 2 punten  | Ierland         | Letland             | Zweden      |        |
| 1 punt    | Denemarken      | Israël              | Letland     |        |

1956 · 1957 · 1958 · 1959 · 1960 · 1961 · 1962 · 1963 · 1964 · 1965 · 1966 · 1967 · 1968 · 1969 · 1970 · 1971 · 1972 · 1973 · 1974 · 1975 · 1976 · 1977 · 1978 · 1979 · 1980 · 1981 · 1982 · 1983 · 1984 · 1985 · 1986 · 1987 · 1988 · 1989 · 1990 · 1991 · 1992 · 1993 · 1994-2023 · 2024 · 2025
Albanië · Armenië · Australië · Azerbeidzjan · België · Cyprus · Denemarken · Duitsland · Estland · Finland · Frankrijk · Georgië · Griekenland · Ierland · IJsland · Israël · Italië · Kroatië · Letland · Litouwen · Luxemburg · Malta · Montenegro · Nederland · Noorwegen · Oekraïne · Oostenrijk · Polen · Portugal · San Marino · Servië · Slovenië · Spanje · Tsjechië · Verenigd Koninkrijk · Zweden · Zwitserland